# 牛之濱站
牛之濱站（日语：／ Ushinohama eki */?）是位於鹿兒島縣阿久根市大川，肥薩橙鐵道線的車站。車站編號為OR22。

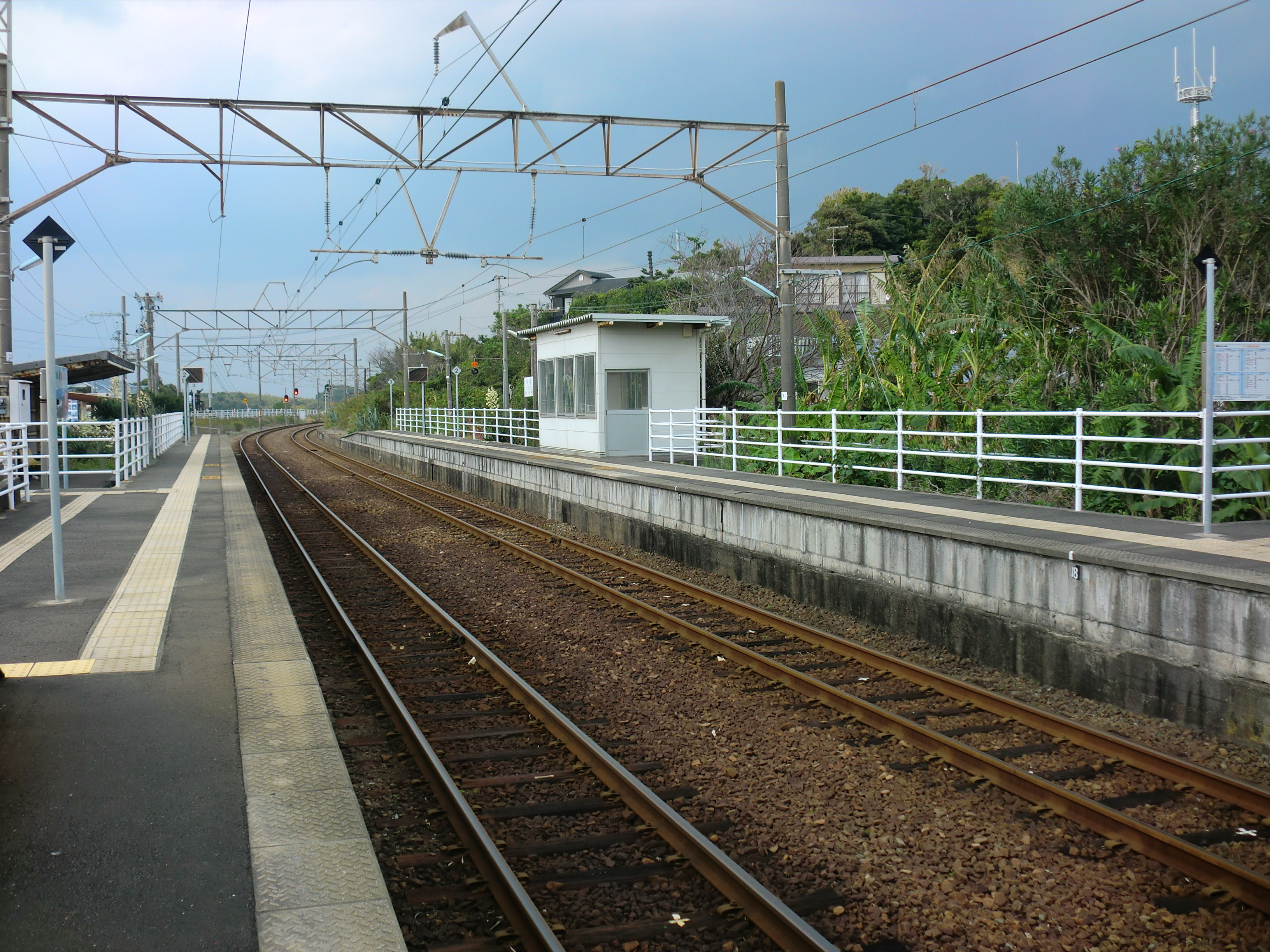
月台（2012年11月）

## 歷史
- 1922年（大正11年）10月15日　- 鐵道省川內線車站啟用。
- 1927年（昭和2年）10月17日 - 湯浦站至水俁站之間開業，八代站至川內站至鹿兒島站之間編入至鹿兒島本線。
- 1949年（昭和24年）6月1日 - 日本國有鐵道成立，成為國鐵車站。
- 1970年（昭和45年）9月1日 - 隨著引入CTC，成為無人車站。由出水站管理。
- 1987年（昭和62年）4月1日 - 伴隨國鐵分割民營化，車站由九州旅客鐵道（JR九州）營運。
- 2004年（平成16年）3月13日 - 九州新幹線鹿兒島中央站（當日由西鹿兒島站改名而成）至新八代站之間開業，使鹿兒島本線八代站至川內站之間的鐵路業務由肥薩橙鐵道繼承。
- 2015年（平成27年）5月31日 - 車站內的烏冬、蕎麥店「麵處福名、牛之濱店」結業。
- 2016年（平成28年）4月 - 站內的吉店拆毀。

## 車站構造
- 車站是一座地面車站，設有2面2線的相對式月台。
- 設有停車場。在2015年5月31日前車站前設有由福永食品直營的烏冬、蕎麥麵店「麵處福永、牛之濱店」商店。
- 在國鐵時代為有人車站，現時「麵處福永」的地方。設有車站大樓，為木造平屋建築物。在八代一方海邊設有空地，該處曾經為貨物側線和貨物月台，當時會在該處起卸海鮮和蔬菜。在1970年成為無人車站後。貨物側線和月台撤走，車站大樓於1985年拆毀。車站大樓遺址在1987年建設JR九州直營的烏冬、蕎麥麵店「枕木茶屋」並開始營業。在2004年3月車站轉讓至肥薩橙鐵道時關閉。其後，商店遺址在2004年4月起由「麵處福永、牛之濱店」繼續營業。但是隨著商店老化，商店於2015年5月31日結業[1]。隨後為一間吉店。在2016年4月把吉店拆毀。
- 站內沿線（國道3號）均可看到東海（牛之濱景勝地）。在站前可看到牛之濱全景，在國鐵時代為其中一處一流的景點。

### 月台
| 月台 | 路線          | 上下行 | 方向                 | 備註                                      |
| ---- | ------------- | ------ | -------------------- | ----------------------------------------- |
| 1    | ■肥薩橙鐵道線 | 上行   | 出水、水俁、八代方向 |                                           |
| 1・2 | ■肥薩橙鐵道線 | 下行   | 川米方向             | 除了早上部分列車以外，所有列車使用1號月台 |

## 使用狀況
在2015年度，1日平均乘車人次為357人
| 年度 | 1日平均 乘車人次 | 1日平均 上下車人次 |
| ---- | ---------------- | ------------------ |
| 2007 | 18               | 38                 |
| 2008 | 20               | 41                 |
| 2009 | 27               | 55                 |
| 2010 | 25               | 51                 |
| 2011 | 23               | 52                 |
| 2012 | 15               | 34                 |
| 2013 | 19               | 41                 |
| 2014 | 21               | 43                 |
| 2015 | 21               | 47                 |

## 車站周邊
- 國道3號
- 鹿兒島縣立自然公園（參閱都道府縣立自然公園（日语：都道府県立自然公園）），設有阿久根西岸景勝地（牛之濱景勝地）。

曾經設有牛之濱沿岸設有牛之濱海灘，設有海灘客使用此站前往海灘，海灘在1970年代關閉與廢止。

## 巴士路線
站前設有南國交通「牛之濱」巴士站。
- 鶴翔高校（日语：鹿児島県立鶴翔高等学校）（只有1班早上7時時段）
- 阿久根站前、阿久根新港
- 川內站前、隈之城車廠

## 相鄰車站
肥薩橙鐵道
■肥薩橙鐵道線
- ■觀光列車「橙食堂」停車站

■快速「快速海洋快車薩摩」（只於星期六日運行）
通過
■快速「超級橙」（只限1號停站，只於星期六日運行）、■普通
阿久根（OR21）－牛之濱（OR22）－薩摩大川（OR23）

## 注腳
1. ↑  .   [2020-04-06]. （原始内容存档于2016-03-04）.
2. ↑  鹿兒島縣統計年鑑

## 外部連結
- 牛之濱站（各站資訊） （页面存档备份，存于） - 肥薩橙鐵道